# Tríada de Tebes

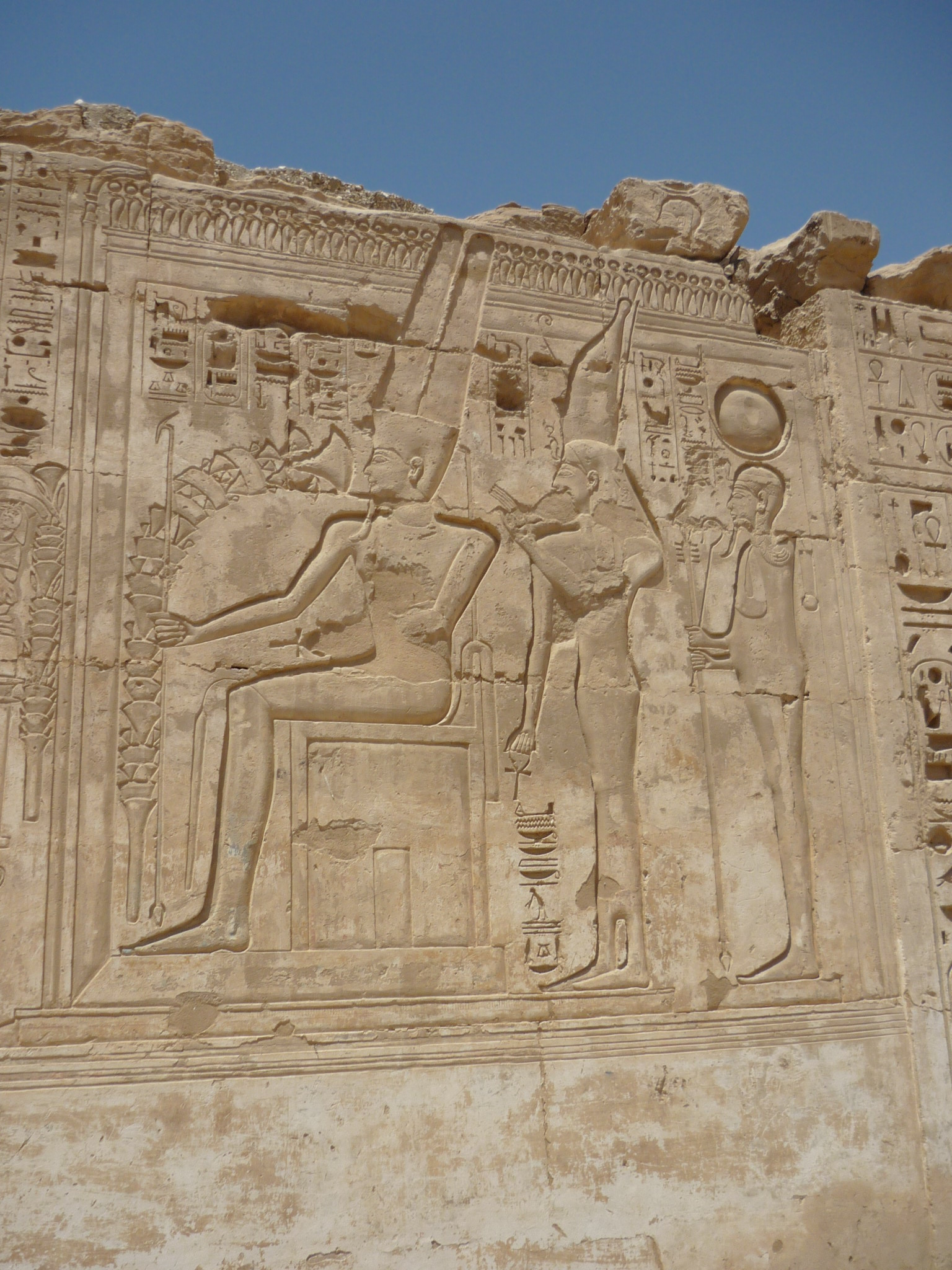
La Tríada de Tebes representada al Temple Medinet Habu. Amun, Mut i Khonsu

La tríada de Tebes o tríada tebana és un conjunt compost per una família de tres déus de la mitologia egípcia adorats a l'antiga ciutat de Tebes. Les tres divinitats són: Amon (l'ocult), Mut (la mare), esposa d'Amon, i llur fill Khonsu (el viatger).

## Història
Una característica del panteó egipci era el costum d'agrupar els déus en tríades: normalment una parella amb un fill; a Heliòpolis per exemple hi hagué el culte a Isis, Osiris i el seu fill Horus; la creació començà amb el déu del sol, els seus fills el déu de l'aire Shu i la seva dona la reina de la humitat Tefnut. Els fills de Shu i Tefnut eren Geb, déu de la terra, i la seva dona Nut. Els seus fills Osiris i Isis eren els pares d'Horus.
A la regió de Tebes, la tríada era la d'Amon, la seva dona Mut i el seu fill Khonsu.
El culte d'Amon arribà a una gran importància amb l'expulsió dels hicsos, a finals de la dinastia XVII pels prínceps provinents originàriament d'Uaset (Tebes). Per això la ciutat de Tebes i el déu Amon van quedar lligats.
Tant la dinastia XVIII com la dinastia XXV de l'Imperi Nou d'Egipte afavoriren aquesta tríada. Aquests déus foren els principals objectes de culte de Karnak, tot i que hi hagué altres temples i santuaris dedicats a ells a tot Egipte, com el de Deir el-Hagar, proper a l'oasi de Dakhla.Amenofis I, el faraó que feu construir Karnak, es representava sovint entre aquests déus.